# Herbert Packebusch
Herbert Ernst Albert Packebusch, ursprünglich und später wieder Pakebusch (* 4. Februar 1902 in Schöneberg bei Berlin; † seit 1944 vermisst) war ein deutscher SS-Führer.

## Leben und Wirken

### Frühes Leben
Packebusch war der Sohn des Tischlermeisters Friedrich Ernst Pakebusch (sic!) (1861–1929) und seiner zweiten Ehefrau Anna Johanna Emilie, geb. Leske. Er besuchte die Knaben-Mittelschule in Schöneberg sowie die Volksschule, die er 1916 verließ. Anschließend erlernte er im väterlichen Betrieb das Tischlerhandwerk. Später übernahm er  und leitete diesen, bis er 1928 aus wirtschaftlichen Gründen einging. Danach arbeitete er als Werkführer in einer Möbelfabrik und später als Buchhalter im zur NSDAP gehörenden Berliner Verlag Der Angriff.
1919 gehörte Packebusch eigenen Angaben zufolge dem Freikorps Lüttwitz an, später dem Freikorps Graf Strachwitz. Im Jahr 1921 kämpfte er in Oberschlesien und war Mitglied des „Verbands nationaler Soldaten“. Insbesondere war er an der Erstürmung des Annabergs beteiligt. 1922 schloss Packebusch sich der Organisation Roßbach an. Bei dieser lernte er den Weltkriegsveteranen Kurt Daluege kennen und wurde später sein Vertrauensmann. Mit den Roßbachern nahm Packebusch in den Jahren 1920 und 1921 an den deutsch-polnischen Grenzauseinandersetzungen in Oberschlesien teil. Außerdem war er zu dieser Zeit, einem Brief Dalueges aus späteren Jahren zufolge, „an gewissen Femeangelegenheiten“ beteiligt. Ebenfalls Daluege zufolge war er bei der Schwarzen Reichswehr „Sachbearbeiter und Sachwalter von großen Waffenlagern“.
1923 war Packebusch Mitglied der „Völkischen Hundertschaften“, die Roßbach im Rahmen der Deutschvölkischen Freiheitspartei (DvFP) organisierte.

### Karriere in der NS-Bewegung vor 1933
1925 betätigte Packebusch sich in der Berliner Sektion des Frontbanns unter Paul Röhrbein, die 1926 in der Berliner Sektion der SA aufging. 1926 trat Packebusch in die SA über, in der er als Sturmführer eine Formation im Berliner Norden (Sturm 2 und 29) übernahm. Zum 1. Dezember 1928 trat Packebusch schließlich der NSDAP bei (Mitgliedsnummer 105.785).
Als SA-Sturmführer im Berliner SA-Sturm 21 und als Nachrichtenmann im Stab des Berliner SA-Chefs Walther Stennes führte Packebusch 1930/31 Spitzeldienste für Daluege aus, der 1928 die Führung der Berliner SS übernommen hatte. Insbesondere informierte er Daluege im Frühjahr 1931 über die Pläne Stennes', die Berliner SA von der NSDAP abzuspalten und nach Möglichkeit auch SA-Verbände in anderen Regionen des Reiches mitzureißen. An der anschließenden Niederschlagung dieser als Stennes-Revolte bekannt gewordenen SA-Erhebung unter Führung von Daluege und der Berliner SS war Packebusch ebenfalls beteiligt. Daluege teilte dem obersten Parteirichter der NSDAP hierzu in einem Schreiben von 1938 mit:
„Er [Packebusch] war mein Nachrichtenmann im Stabe Stennes und war der einzige, durch dessen Tätigkeit ich überhaupt über die Aktion Stennes unterrichtet war und der mir auch ermöglichte, seinerzeit die Stennes-Aktion laut dem mir gegebenen Befehl durch den Führer niederzuschlagen.“
Und Himmler teilte Daluege zur selben Zeit mit, dass es:
„[...] in der Kampfzeit eine der Hauptarbeiten von Packebusch war, dass er als mein Verbindungsmann im engsten Stabe von Stennes sass und dass ohne ihn die seinerzeitige Niederschlagung der Revolte Stennes nicht oder nur mit wesentlich geringerem Erfolge möglich gewesen wäre.“
Am 11. Dezember 1931 wurde Packebusch in die SS aufgenommen (Mitgliedsnummer 18.038) und gleichzeitig zum SS-Sturmführer im Unterstab SS-Abschnitt III ernannt. Als einer von Dalueges engsten Vertrauensleuten wurde er außerdem in den Stab des SS-Oberabschnitts Ost aufgenommen. Dort übernahm er 1933 die Leitung der Presseabteilung. Angeblich war er 1931 bis 1933 beständigen Nachstellungen durch die Stennes-Anhänger ausgesetzt – speziell durch eine angebliche Terrorgruppe Stennes' – als Rache für seine Mitwirkung bei der Ausspionierung der Stennes-Gruppe und der Niederschlagung der Stennes-Revolte.

### Tätigkeit im NS-Staat bis 1939
Im Frühjahr 1933 soll Packebusch einen Daluege persönlich unterstellten Stab für besondere Aufgaben geführt haben, der in der Literatur gelegentlich mit dem Reichstagsbrand vom 28. Februar 1933 in Verbindung gebracht wird. Der Historiker Christoph Graf hat Packebusch für diese Zeit als „einen der skrupellosesten Agenten Dalueges und Heydrichs in Berlin“ beschrieben.
In diesem Zusammenhang beteiligte sich Packebusch auch an den parteiinternen Machtkämpfen innerhalb der NS-Führung zwischen dem Frühjahr 1933 und dem Sommer 1934: Wie sein Protektor Daluege lavierte er hierbei zwischen Hermann Göring und Heinrich Himmler. Insbesondere an dem von Daluege im Einvernehmen mit Himmler und Heydrich betriebenen Kesseltreiben gegen den ersten Chef der Geheimen Staatspolizei Rudolf Diels, das dessen Entfernung von diesem Posten und die Übernahme der Kontrolle über die Geheimpolizei durch Himmler und Heydrich zum Ziel hatte, beteiligte Packebusch sich: So sammelte er in Dalueges Auftrag belastende Unterlagen über Diels und drang Anfang Oktober 1933 mit einem SS-Trupp gewaltsam in Diels' Wohnung ein: Der damalige SS-Sturmbannführer und seine Begleiter sperrten Diels' Ehefrau im Schlafzimmer der Wohnung ein und durchwühlten anschließend die übrigen Räume nach Dokumenten, die man gegen diesen benutzen zu können hoffte. Nachdem Diels' Ehefrau ihren Mann heimlich verständigen konnte, schickte dieser ein schwer bewaffnetes Kommando aus ergebenen Polizeibeamten zu seiner Wohnung, wo Packebusch und seine Untergebenen gestellt, verhaftet und ins Berliner Polizeigefängnis geschafft wurden. Dieser Zustand hielt jedoch nicht an, da der preußische Ministerpräsident Göring als Dienstvorgesetzter Diels' auf Drängen von Daluege und Himmler die Freilassung Packebuschs und seiner Leute anordnete. Diels wurde in der Folge aufgrund der weiter eskalierenden Machtkämpfe zwischen ihm und der SS kurzzeitig von seinem Posten als Gestapochef vertrieben und floh einige Wochen lang in die Tschechoslowakei, konnte aber – nachdem Hitler diesen Machtkampf zu seinen Gunsten entschieden hatte – im November 1933 auf seinen Posten als Chef des Geheimen Staatspolizeiamtes zurückkehren und erhielt zudem in Personalunion den Posten des Polizeivizepräsidenten von Berlin.
1934 erhielt Packebusch eine Stellung im Reichsluftfahrtministerium. 1935 wurde er dann aufgrund der Fürsprache Dalueges – der sich bei dem den Rundfunk kontrollierenden Propagandaminister Joseph Goebbels für ihn verwendete – zum Geschäftsführer der Reichsrundfunkkammer ernannt. Als solcher wurde er 1935 auch zum Mitglied des Reichskultursenats ernannt. Seit 1937 gehörte er – Bernt Engelmann zufolge – außerdem dem Sicherheitsdienst des Reichsführers SS (SD) an.
Als Geschäftsführer der Reichsrundfunkkammer schied Packebusch schließlich infolge zahlreicher persönlicher Auseinandersetzungen mit anderen leitenden Mitarbeitern dieser Einrichtung im Jahr 1938 wieder aus. Zuvor hatte er sich insbesondere mit dem Präsidenten der Rundfunkkammer Kriegler und dem Abteilungsleiter Bertram Cappel überworfen: Letzteren hatte er am 16. September 1936 nach Unstimmigkeiten von seinem Posten abberufen. Diese Maßnahme hatte er auf Veranlassung des Präsidenten der Kammer am 21. November 1936 widerrufen, Cappel aber bereits am 1. Dezember 1936 erneut beurlaubt. Dieser erstattete schließlich Strafanzeige gegen Packebusch wegen Verleumdung. Kriegler legte ihm zur Last, sich vor Angestellten der Kammer abfällig über ihn, Kriegler, geäußert und ihn so desavouiert und seine Autorität untergraben zu haben. Zudem wurde ein Parteigerichtsverfahren gegen ihn vor dem Gaugericht Berlin des Parteigerichts der NSDAP eingeleitet: Den erhalten gebliebenen Akten zufolge, wäre dieses wahrscheinlich mit einer Verwarnung und einer zeitweisen Aberkennung der Befähigung Packebuschs, Parteiämter zu bekleiden, ausgegangen. Da das Gaugericht ihm jedoch aufgrund seiner früheren Verdienste für die NS-Bewegung Milderungsgründe im Sinne des Amnestieerlasses Hitlers vom 27. April 1938 zubilligte, wurde die Amnestie auf ihn angewandt das Verfahren entsprechend eingestellt.

### Zweiter Weltkrieg
Nach dem Überfall auf Polen fungierte Packebusch zunächst vom 18. September 1939 bis April 1941 als Führer im Selbstschutz Westpreußen sowie des SS-Sturmbannes I/119 (Kreis Graudenz). Anschließend bekleidete er von April 1941 bis Juli 1942 den Posten des kaufmännischen Direktors des Konzerns Flügel & Polter bei den Oberschlesischen Gummiwerken in Trzebinia.
Am 15. Mai 1942 änderte Packebusch seinen Namen in Pakebusch. Vom Juli desselben Jahres an wurde er als Vertreter des Reichskommissars für die Festigung deutschen Volkstums für den Distrikt Warschau eingesetzt. Parallel hierzu war er seit Frühjahr 1943 Leiter der Abteilung Ia und Ic beim Höheren SS- und Polizeiführer in Warschau und Vertreter des Stabsführers unter SS-Gruppenführer Jürgen Stroop und Brigadeführer Franz Kutschera. Für letzteren war er für die Bandenbekämpfung – d. h. das brutale Vorgehen gegen polnische Partisanen – im Warschauer Ghetto zuständig und wurde 1942 für seine „Verdienste bei den Einsatzgruppen in den ehemals polnischen Gebieten“ mit dem Kriegsverdienstkreuz 2. Klasse ausgezeichnet. Im Verlauf des Jahres 1944 war er in der Operationszone Adriatisches Küstenland beim dortigen Höheren SS- und Polizeiführer eingesetzt.
Nach dem Suizid seiner zweiten Frau zu Beginn des Jahres 1944 erlitt Packebusch einen Nervenschock. Er wurde daraufhin als arbeitsunfähig von seinem Posten als Vertreter des Reichskommissars für die Festigung des deutschen Volkstums entlassen. Seine Personalakten enden mit dem Eintrag, dass er für mehrere Wochen zu einer Erholungsreise auf die Insel Rügen beurlaubt sei und man nach einer neuen Verwendung für ihn suche. Im Sommer des Jahres 1944 war Packebusch im Stab für Bandenbekämpfung in der Kaserne Piave im italienischen Palmanova, südlich von Udine, eingesetzt.
Nach dem Zweiten Weltkrieg stellte das Amtsgericht Kiel einen Haftbefehl gegen Packebusch aus, ohne dass er ausfindig gemacht werden konnte. Der Historiker Bernhard Sauer, der die bislang ausführlichste Arbeit zu Packebusch verfasst hat, gibt an, dass Packebuschs weiterer Verbleib nach 1945 sowie wann und wo er starb bis heute ungeklärt ist. Der Verfassungsschützer Fritz Tobias erklärte 1969 gegenüber der Staatsanwaltschaft Berlin, dass Packebusch, über dessen Verbleib er Nachforschungen angestellt habe, nach seinen Feststellungen nicht mehr lebe. Gerüchte, nach denen Packebusch sein Gesicht bei Kriegsende chirurgisch habe verändern lassen und sich nach dem Krieg unter falschem Namen in der Bundesrepublik niedergelassen habe, lehnte Tobias als unglaubwürdig ab. Außerdem verwies er darauf, dass Packebuschs geschiedene erste Frau ihm glaubwürdig versichert habe, nach dem Kriegsende niemals wieder etwas von ihm gehört zu haben.

## Ehe und Familie
Packebusch heiratete erstmals am 23. Dezember 1936. Aus dieser Ehe ging der Sohn Dieter (* 1938) hervor. Diese Ehe wurde am 3. August 1942 zu seinem Verschulden geschieden. In zweiter Ehe heiratete er am 3. Juli 1943 in Warschau Erika xy, die zuvor mit dem SS-Führer Helmut Knochen verheiratet gewesen war. Trauzeuge war der damalige SS-Brigadeführer Jürgen Stroop. Packebuschs zweite Ehefrau nahm sich Anfang 1944 in Warschau das Leben.

## Beförderungen
- 6. Dezember 1931: SS-Sturmführer
- 12. Juni 1933: SS-Sturmbannführer
- 20. April 1941: SS-Standartenführer